# Paul Gury
Paul Gury (eigentlich Louis-Marie „Loïc“ Le Gouriadec; * 11. Mai 1888 in Vannes; † 13. November 1974 in  Montreal) war ein kanadischer Schauspieler und Regisseur französischer Herkunft.

## Leben
Gury kam 1907 nach Montréal, wo ihn Paul Cazeneuve als Schauspieler an das Théâtre National engagierte. Von 1918 bis zu seiner Ablösung durch Rose Ouellette leitete er das Theater, für das er selbst Stücke schrieb, z. B. Le mortel baiser. Zwischen 1936 und 1938 wechselte er als Film- und Theaterschauspieler zwischen Frankreich und Kanada und betätigte sich als Hörspielautor.
Während des Zweiten Weltkrieges arbeitete er mit Claude-Henri Grignon an der Verfilmung von Paul L’Anglais’ Roman Un homme et son péché. Der Film wurde 1949 mit großem Erfolg uraufgeführt. In der gleichen Zeit entstanden die Filme Le curé de village und Séraphin. Mit seiner Frau Yvette Brind’Amour gründete er 1950 das Théâtre du Rideau Vert, das sich besonders der Aufführung von Stücken von Autoren aus der Region Quebec widmete.